# Franz Ernst Christian Schaper
Franz Ernst Christian Schaper (* 4. Februar 1807 in Remlingen; † 7. Dezember 1852 in Wolfenbüttel) war ein deutscher Jurist und Politiker.

## Leben
Als Sohn eines Amtsvogtes geboren, ging Schaper von 1820 bis 1826 auf das Gymnasium Große Schule in Wolfenbüttel. Dort lernte er August Ludwig von Rochau kennen. Nach seinem Abschluss studierte er bis 1829 Rechtswissenschaften in Göttingen. Während seines Studiums wurde er 1826 Mitglied der Alten Göttinger Burschenschaft. Nach seinem Ersten Staatsexamen 1833 wurde er Advokat und Notar in Wolfenbüttel. Ein 1835 eröffnetes Ermittlungsverfahren wegen seiner Mitgliedschaft in der Göttinger Burschenschaft wurde 1837 ruhen gelassen und Schaper 1838 nach einer Beschwerde von ihm vom Oberappellationsgericht Wolfenbüttel mangels Beweisen freigesprochen. Danach arbeitete er wieder als Anwalt und wurde 1847 Oberlandesgerichtsprokurator sowie 1850 Obergerichtsadvokat und Mitglied der Prüfungskommission. In den Jahren 1851 und 1852 war er als Vizepräsident der Advokatenkammer tätig. 1852 wurde er in die braunschweigischen Landstände gewählt, deren Präsident er wurde.